# 弗森多夫
弗森多夫是奥地利下奥地利州默德灵县的一个市镇。总面积10.49平方公里，总人口5634人，人口密度537.1人/平方公里（2005年）。